# ایستبوروگ (کانزاس)
ایستبوروگ (به انگلیسی: Eastborough) شهری در ایالت کانزاس کشور ایالات متحده آمریکا است که جمعیت آن در سرشماری سال ۲۰۱۰ میلادی، ۷۷۳ نفر بوده‌است.